# レイモンド・E・フィースト

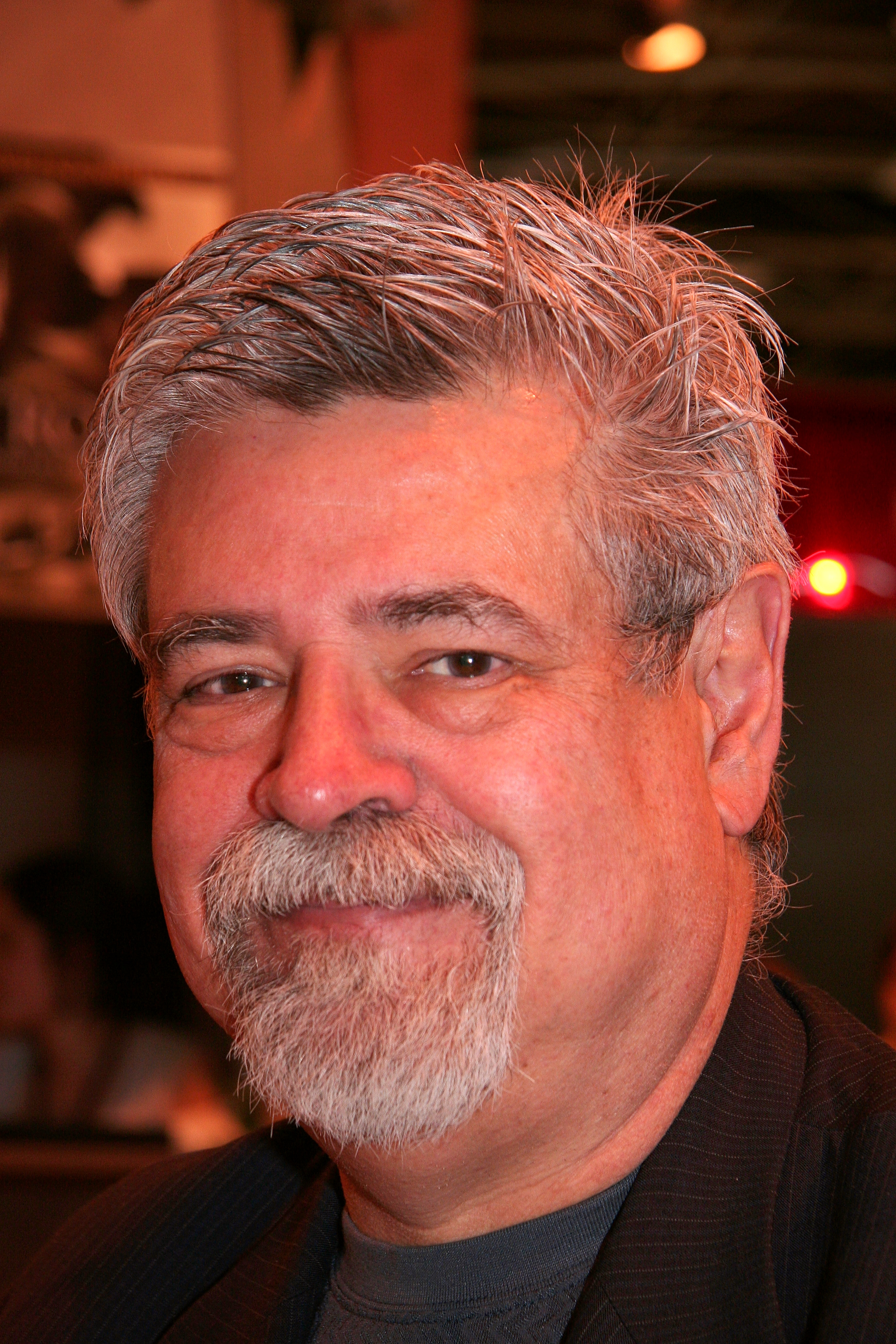
レイモンド・E・フィースト

レイモンド・E・フィースト（Raymond E. Feist、1945年 - ）は、アメリカ合衆国のファンタジー作家。カリフォルニア州ロサンゼルス生まれ。カリフォルニア大学サンディエゴ校卒業。2005年現在、サンディエゴ在住。

## 著作リスト

### リフトウォー・サイクル
- リフトウォー・サーガ(The Riftwar Saga)
  - 『魔術師の帝国』 Magician (1982)
  - 『シルバーソーン』 Silverthorn (1985)
  - 『セサノンの暗黒』 A Darkness at Sethanon (1986)
- Krondor's Sons
  - 『王国を継ぐ者』 Prince of the Blood (1989)
  - 『国王の海賊』 The King's Buccaneer (1992)
- Empire Trilogy
  - 『帝国の娘』 Daughter of the Empire (1987) ：ジャニー・ワーツ(Janny Wurts)と共著

その他、未訳作品多数。

### その他
- 『フェアリー・テール』 Faerie Tale (1988)

### Games
- Midkemia Press - official site for the games